# Manganeses de la Polvorosa
Manganeses de la Polvorosa ist ein nordwestspanischer Ort und eine Gemeinde (municipio) mit nur noch 641 Einwohnern (Stand: 2024) im Süden der Provinz Zamora in der Autonomen Gemeinschaft Kastilien-León. 

## Lage und Klima
Manganeses de la Polvorosa liegt am westlichen Rand der Kastilischen Hochebene (Meseta Iberica) in einer Höhe von ca. 715 m am Río Órbigo. Die Provinzhauptstadt Zamora ist gut 50 km (Fahrtstrecke) in südlicher Richtung entfernt. Durch die Gemeinde führt die Autovía A-52.
Das gemäßigte Kontinentalklima wird nur selten vom Atlantik beeinflusst.

## Bevölkerungsentwicklung
| Jahr      | 1970 | 1981 | 1991 | 2001 | 2011 | 2021 |
| Einwohner | 1027 | 927  | 1007 | 871  | 754  | 627  |

## Sehenswürdigkeiten
- Grabungsstätte La Corona-El Pesadero
- Vinzenzkirche

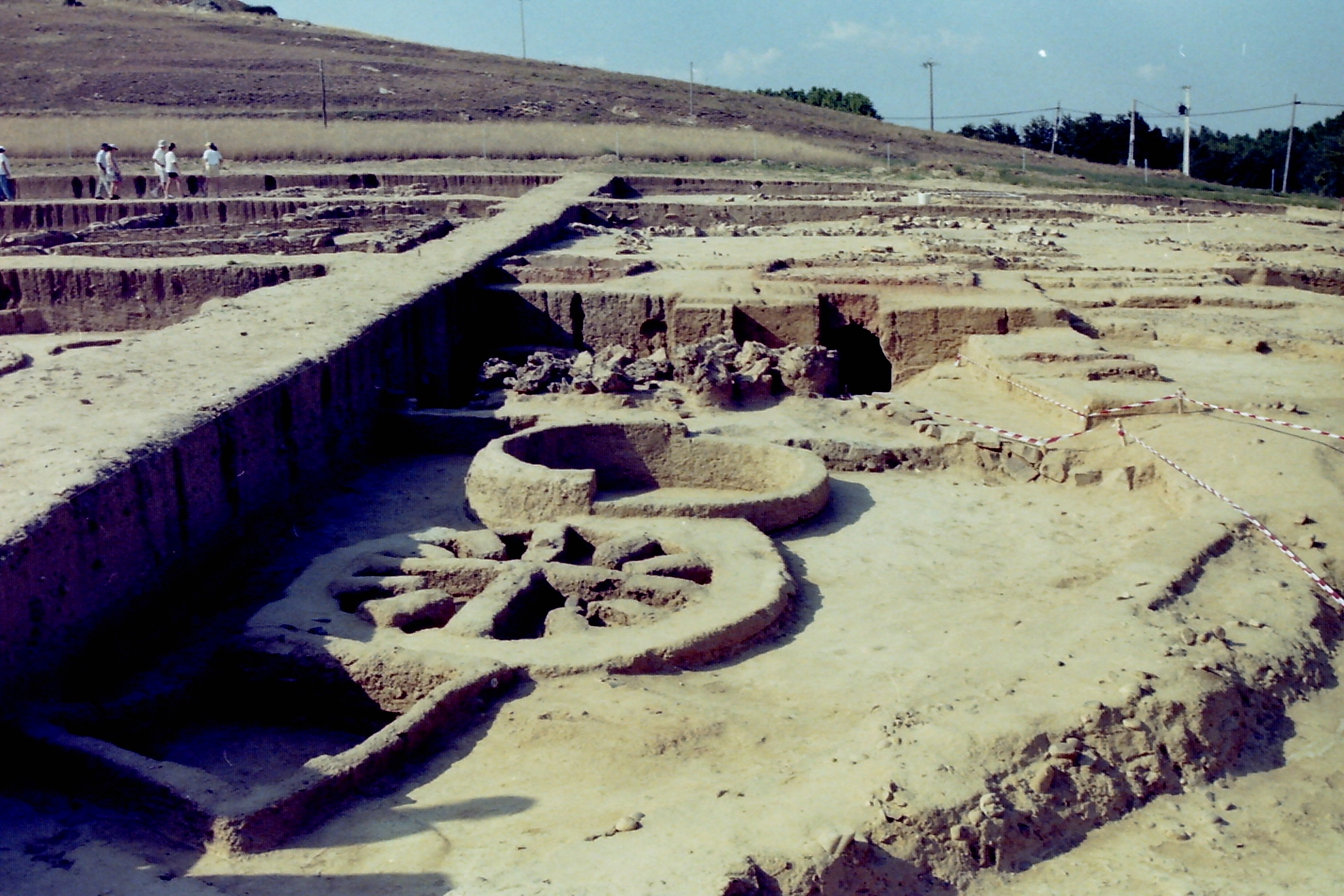
Archäologische Grabungsstätte
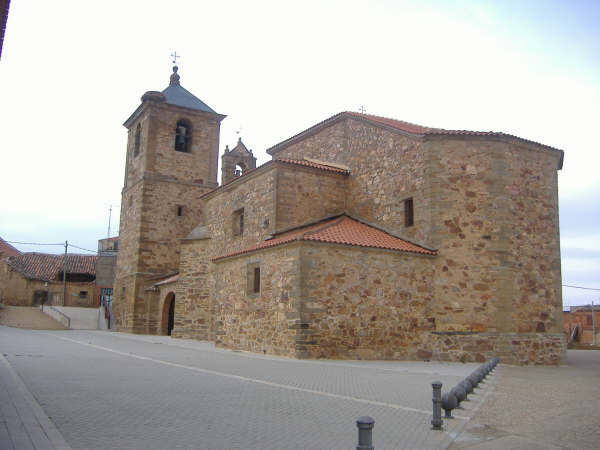
Vinzenzkirche

## Persönlichkeiten
- Julián Barrio Barrio (* 1946), römisch-katholischer Geistlicher, Erzbischof von Santiago de Compostela 1996–2023